# シベール
株式会社シベールは、山形県山形市に本社を置き、パン・洋菓子などの製造販売や飲食事業などを手掛ける企業。株式会社ASフーズの100%子会社。本項では本社敷地内に所在する東ソーアリーナについても記載する。

## 概要

### 旧:シベール→つばさ
1966年10月、熊谷眞一が創業する。
創業から約10年後、売れ残りのフランスパンをラスクとして販売したことが評判を呼び、贈答用ラスクを販売していた企業としては異例の株式公開を遂げた。
しかし、ラスクブームが一巡。2017年8月期単独決算では、営業、経常、最終の各損益ともに2期連続赤字を計上した。こうした事態を受け、2017年11月に経営改革を進めるべく中期事業計画を策定。それに沿って、同年11月末で山形市馬見ケ崎の北店2階のレストランを閉店。2018年3月末にはエキュート立川店も閉め、東京圏から完全撤退した。こうした施策を通じ経営効率化を進め、集客効果の高いパンと収益率の高い菓子を柱に据え、仙台圏で知名度を上げ、増収に努め黒字化を図りたいとしていた。
2018年8月期も赤字となり、2019年1月18日が支払期限である債務の支払いが困難であることから、2019年1月17日に山形地方裁判所へ民事再生法適用を申請し、同年2月13日に山形地方裁判所から民事再生手続開始決定を受けた。申請当日に山形市内で記者会見を行った黒木誠司社長は、「ラスクの成功で上場まで到達した。ガトーフェスタ・ハラダなどのライバル企業が出現しても成功体験から抜け出せなかった」などと会見した。
シベール（以下旧社）は事業譲渡当日である2019年6月3日に、本店所在地を山形市蔵王松ケ丘から山形市あこや町2丁目へ移転した。旧社は、2019年7月8日に、旧社の全株式を無償で取得した上で、旧社の株式の償却を行うなどとした民事再生計画案を山形地方裁判所へ提出し、同年9月25日に山形地方裁判所から民事再生計画の許可を受けた。同年11月11日に旧社の全株式を無償で取得した上で、旧社の株式の償却を実施した。
旧社は2020年7月1日付で、株式会社つばさへ商号変更され、同年10月30日に法人格が消滅した。

### 新:シベール
民事再生スポンサー候補にはオールハーツ・カンパニー（愛知県名古屋市）など山形県外の企業数社が名乗りを上げていたが、山梨県中央市に本社があるASフーズにスポンサー候補を絞り、ASフーズとの間で最終交渉を行い、2019年4月3日に全事業を、ASフーズへ9億5000万円で譲渡する契約を締結した。
ASフーズは旧社の事業を譲受する新会社であるシベール（以下新社）を設立し、2019年6月3日に旧社の全事業を譲受した。新社の本店所在地は当初はASフーズ事務管理センターと同じ山梨県中央市乙黒に置かれていたが、事業譲受と同時に本社所在地と同じ山形市蔵王松ケ丘へ移転している。新社の社長はASフーズの小田切一哉社長が兼務する。ASフーズの小田切社長は「シベールのラスクや焼き菓子を、違うブランドを付けてASフーズの販路で扱うことで相乗効果が期待可能」「シベールの工場自体の稼働率が低かった」などとコメントした。ASフーズは2019年10月21日より、新社の工場で製造しているラスクや焼き菓子の販売を直営店の他にも、一般販路でもASフーズのブランドにて開始した。

## 製造販売物
- ラスクフランス（主力商品）
- 生ケーキ
- フランスパン、惣菜パン
- 焼菓子
- 生チョコ
- バウムクーヘン
- 生そば、干しそば

## 沿革

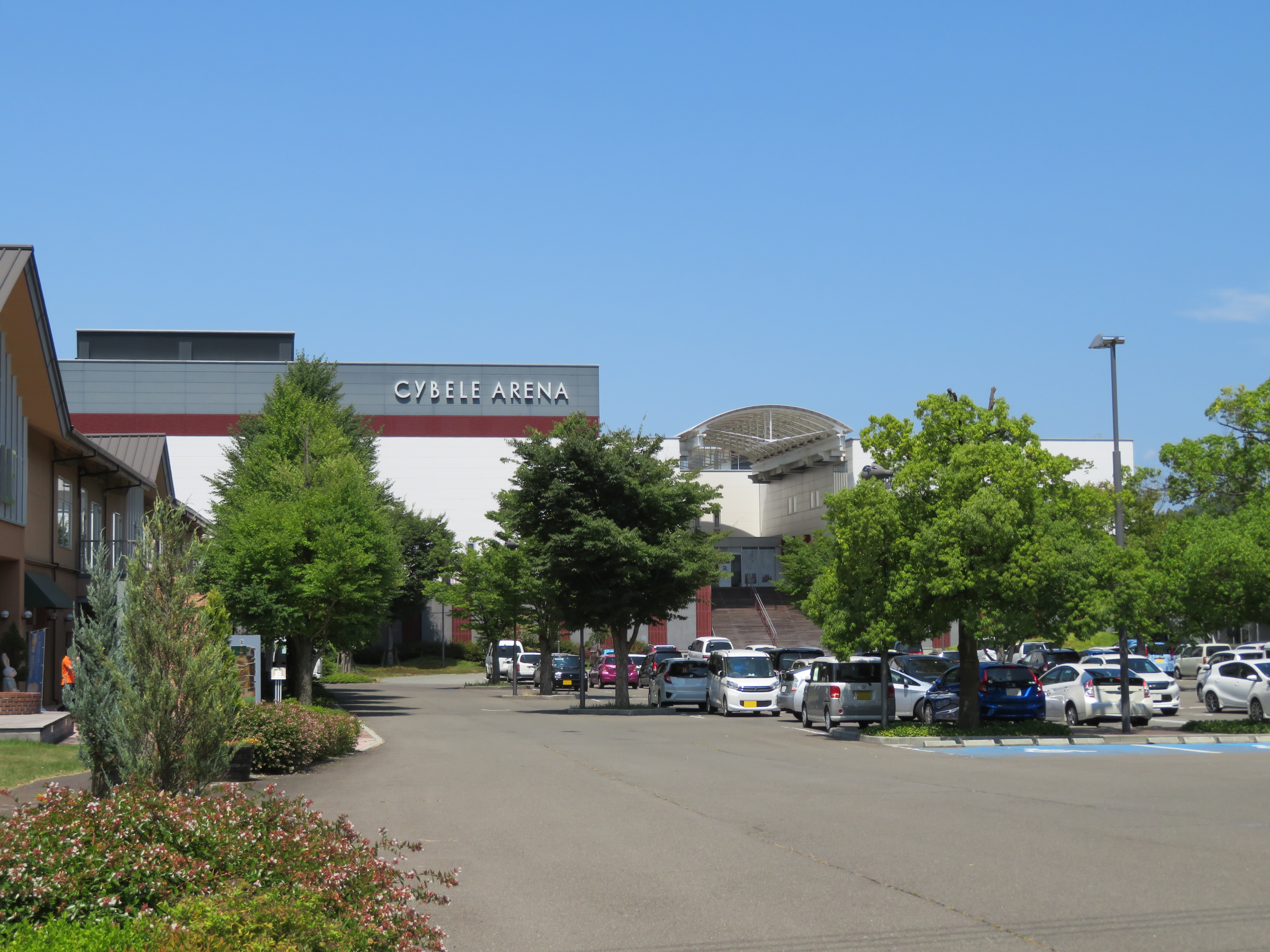
シベールアリーナ

### 旧:株式会社シベール→株式会社つばさ
- 1966年（昭和41年）10月 - 洋菓子の店「シベール」を熊谷眞一が創業。
- 1970年（昭和45年）10月14日 - 有限会社「シベール」設立[19]。
- 1981年（昭和56年）11月20日 - 株式会社「シベール」となる。
- 2000年（平成12年）2月 - 本社を山形市蔵王松ケ丘二丁目1番3号に移転[19]。
- 2004年（平成16年）10月 - 東京都港区南青山に「麦工房 東京店」を開設[19]。
- 2005年（平成17年）7月29日 - JASDAQ上場（証券コード：2228）[20]。
- 2006年（平成18年）2月 - 仙台圏の洋菓子製造工場を川崎町に移転新築[19]。
- 2007年（平成19年）9月 - 富山県富山市の大和富山店内に「麦工房 富山店」を開設[19]。
- 2008年（平成20年）9月 - ファクトリーパーク内に複合施設「シベールアリーナ＆遅筆堂文庫」を開設。
- 2010年（平成22年）5月 - 佐島清人専務が社長に昇格[21]。
- 2015年（平成27年）11月 - 山形銀行出身の黒木誠司専務が社長に昇格[9][22]。
- 2019年（平成31年 /令和元年）
  - 1月17日 - 山形地裁へ民事再生法の適用を申請。負債19億6200万円[2][23]。
  - 2月13日 - 山形地裁から民事再生手続開始決定を受ける[7]。
  - 2月18日 - JASDAQ上場廃止[24]。
  - 6月3日 - 山梨県中央市に本社があるASフーズが設立したシベール（新社）へ全事業を譲渡し事業停止したと同時に、本店所在地を山形市あこや町へ移転[10]。シベール（旧社）は民事再生手続継続[15][16][17][25]。
  - 7月8日 - 再生計画案を山形地裁に提出[11]。
  - 9月25日 - 山形地裁から民事再生計画の許可を受ける[11]。
  - 11月11日 - 発行済全株式を無償で取得し、全株式を償却[11]。
- 2020年（令和2年）
  - 7月1日 - シベール（旧社）の商号を株式会社つばさへ変更[10]。
  - 10月30日 - 株式会社つばさの法人格消滅[10]。

### 新:株式会社シベール
- 2019年（平成31年 /令和元年）
  - 4月3日 - シベール（旧社）の民事再生スポンサーに山梨県中央市に本社があるASフーズを選定[15][16]。事業譲受に先立ち、ASフーズは事業を譲受する新会社として株式会社シベール（新社）を設立。シベール（新社）の本社所在地は山形市に、本店所在地は中央市に置く。
  - 6月3日 - シベール（新社）が、シベール（旧社）から全事業を譲受して営業開始。同時に新社の本店所在地を中央市から山形市へ移転。
- 2022年
  - 10月7日 - セゾンファクトリーを傘下にした[26]。

## 店舗
- 19店舗（山形地区11店、仙台地区8店）

## 東ソーアリーナ
川西町出身の劇作家である井上ひさしが「びっくり箱」のような劇場を構想し、「シベール」の創業社長だった熊谷真一が共感し、山形市蔵王松ケ丘2丁目の同社敷地内に2008年に完成させた。500席余りの劇場や、井上の蔵書約2万5千冊が並ぶ「遅筆堂文庫山形館」などが入る。しかし、命名権スポンサーだったシベールが2019年に経営破綻すると資金不足となり、存続が危ぶまれる事態となった。
それを東ソーの取締役が、2020年2月末にNHKのテレビ報道で知り、社内で支援の検討を指示。山形に拠点があった企業と1975年に合併したため、現在も県内にグループ会社が8社あり、「お世話になっている山形で地域貢献したいと考えた」（東ソー広報室）として、同社としては初めて命名権を取得した。契約期間は2020年4月1日から3年間で契約額は年2千万円。これに伴い、施設名は「シベールアリーナ」から「東ソーアリーナ」に変更となった。運営は公益財団法人「弦地域文化支援財団」が引き続き担う。